# Cinematografia turcă
Cinematografia turcă, cunoscută și sub numele de Yeșilçam (înseamnă literalmente Pin verde în limba turcă) (pronunție în turcă [ˈjeʃiltʃam]), se referă la arta și industria cinematografică din Turcia. Este o parte importantă a culturii turcești și a înflorit de-a lungul anilor, oferind divertisment publicului din Turcia, expatriaților din Europa și prosperând mai recent în lumea arabă și în cazuri rare, în Statele Unite ale Americii. Primul film proiectat în Imperiul Otoman a fost filmul din 1895 al fraților Lumière, Intrarea unui tren în gara din La Ciotat, care a fost prezentat la Istanbul la Palatul Yıldız în 1896 de către evreul româno-polonez Sigmund Weinberg. Primul film realizat în limba turcă a fost un documentar intitulat Ayastefanos'taki Rus Abidesinin Yıkılıșı (Demolarea monumentului rus de la San Stefano), regizat de Fuat Uzkınay și finalizat în 1914. Primul film narativ, Casus (Spionul) de Sedat Simavi, a fost lansat în 1917. Primul film sonor din Turcia a fost prezentat în 1931, acesta s-a numit Pe străzile Istanbulului (Istanbul sokaklarînda, regia Muhsin Ertuğrul). Primul film color de ficțiune care a fost proiectat în Turcia a fost Fiica țesătorului de covoare (Halıcı Kız, 1953) al aceluiași regizor. Acesta a fost și prima coproducție, deoarece filmul a fost realizat în colaborare cu Egiptul și Grecia.

## Istorie

### Prezentare generală
În ceea ce privește producția de film, Turcia a împărtășit aceeași soartă cu multe dintre cinematografele naționale ale secolului al XX-lea. Producția de film nu a fost continuă până în jurul anilor 1950, iar piața cinematografică, în general, a fost condusă de câteva companii importante de import, care s-au luptat pentru dominație în orașele cu cea mai mare densitate a populației și cele mai profitabile, cum ar fi Istanbul și İzmir. Cinematografele au prezentat rareori filme produse local, iar majoritatea programelor constau în filme din cele mai puternice industrii de film occidentale, în special cele din Statele Unite, Franța, Italia și Germania. Încercările de producție de film au provenit în principal de la studiourile multinaționale, care se puteau baza pe rețelele de distribuție cuprinzătoare împreună cu propriile lanțuri de cinematografe, garantându-le astfel un randament al investiției lor. Între anii 1896-1945, numărul de filme produse local nu a ajuns nici măcar la un total de 50 de filme, adică mai puțin decât producția anuală de filme în anii 1950 și în anii 1960. Filmele produse intern constituiau doar o mică parte din numărul total de filme străine proiectate în Turcia înainte de anii 1950. 
Producția de film în Turcia a crescut drastic după cel de-al doilea război mondial. Cu un total de 49 de filme produse în 1952, acest singur an a egalat ca producție numărul de filme produse în Turcia în toți anii anteriori combinați. În anii 1960, Turcia a devenit al cincilea cel mai mare producător de film la nivel mondial, deoarece producția anuală de film a atins punctul de referință de 300 de filme chiar la începutul anilor 1970. Față de alte cinematografe naționale, realizările industriei cinematografice turcești după 1950 sunt încă remarcabile. 
În anii 1970, impactul răspândirii televiziunii și al videoului a dus la o scădere accentuată a vânzărilor de bilete, ceea ce a dus la o scădere constantă începând cu anul 1980, scădere care a continuat până la la mijlocul anilor 1990. Numărul vânzărilor anuale de bilete a scăzut de la un vârf de 90 de milioane de bilete în 1966 la 56 de milioane de bilete în 1984 și la numai 11 milioane în 1990. Prin urmare, numărul cinematografelor a scăzut de la aproximativ 2.000 în 1966 la 854 în 1984 și la 290 de cinematografe în 1990. În anii 1990, numărul mediu de filme produse pe an a rămas între 10 și 15; de obicei, jumătate dintre ele nici măcar nu au ajuns în cinematografe. 
Din 1995 situația s-a îmbunătățit. După anul 2000, vânzările anuale de bilete au crescut la 20 de milioane, iar din 1995, numărul de cinematografe a crescut constant la aproximativ 500 la nivel național. În prezent, filmele turcești au audiențe de milioane de telespectatori și ajung în mod obișnuit pe listele filmelor cu cele mai mari încasări în Turcia, depășind deseori filmele străine la box office. Cu toate acestea, este dificil să vorbim despre existența unei industrii, deoarece majoritatea filmelor sunt mai degrabă proiecte individuale ale regizorilor (turci) care altfel își câștigă viața în televiziune, publicitate sau în teatru. Distribuția acestor filme este gestionată în principal de corporații multinaționale precum Warner Bros. și United International Pictures.

### Înainte de anii 1950
Cea mai mare parte a filmelor turcești produse înainte de 1950 au fost proiecte inițiate de companii de import deținute de familii locale, mai ales İpek Film, o companie care aparținea de İpek Merchandise, o companie de import care făcea publicitate în reviste literare otomane precum Servet-i Fünun încă de la începutul secolului al XIX-lea. O altă companie importantă din perioada timpurie a cinematografiei turcești a fost Kemal Film, o companie al cărei monopol continuu asupra importurilor a fost adesea trecut cu vederea pentru câteva filme locale pe care le-a produs în anii 1920. (Fondatorii Kemal Film și-au cumpărat prima cameră de film de la Ipek Merchandise). Ambele companii au fost cele mai puternice distribuitoare de filme până în anii 1950 și singurele companii care au fost suficient de solide din punct de vedere financiar pentru a produce filme, cu riscuri reduse de eșecuri financiare, întrucât deja aveau un sistem de distribuție și lanțuri de cinematografe care garantau un randament al investițiilor. 
Cu toate acestea, evoluțiile notabile ale acestor companii trebuie văzute ca adaptări necesare la progresul tehnologic al industriilor de film occidentale ale căror filme importau. Un exemplu în acest sens este fondarea Studioului de Dublaj de la Marmara la începutul anilor 1930, când epoca filmului mut a luat sfârșit în Occident, iar filmele sonore au devenit standardul, ceea ce a determinat companiile dependente de import să se adapteze noilor cerințe tehnologice. 
Marii distribuitori din Istanbul, în frunte cu İpek Film și Kemal Film, și-au extins treptat sistemul de distribuție în restul țării în anii 1930, conducând la așa-numitul „sistem regional” (în turcă Bölge İșletmeleri), care consta din șapte zone de distribuție cu sediul în cele mai importante orașe din regiunile respective: Istanbul (Regiunea Marmara), İzmir (Regiunea Egeeană), Ankara (Regiunea Anatolia Centrală), Samsun (Regiunea Mării Negre), Adana (Regiunea Mediterană), Erzurum (Regiunea Anatoliei de Est) și Diyarbakır (Regiunea Anatoliei de Sud Est). Sistemul regional a devenit mult mai important după anii 1950, când producția locală de filme a crescut dramatic, iar filmele locale au depășit filmele importate atât la vânzările de bilete, cât și ca veniturile obținute. Acest sistem a devenit fundamentul financiar al Yeșilçam (denumit adesea „Hollywoodul turcesc”), care a fost inima producției de filme turcești între anii 1955-1975. După 1965, se spune că un așa-numit „sistem combinat” (Kombine Sistem) condus de un trust al liderilor regionali a preluat controlul asupra aproape a tot ceea ce înseamnă producție. Un personaj de frunte al trustului a fost producătorul Türker İnanoğlu, care este activ în prezent în domeniul mass-media, care conduce acum Ulusal Film, cea mai mare companie de producție TV din Turcia. 
Primul film prezentat în Turcia a avut loc la Palatul Yıldız, Istanbul, în 1896. În 1897 au urmat spectacole publice ale lui Sigmund Weinberg în districtele Beyoğlu și Șehzadebașı. Weinberg era deja o figură proeminentă la acea vreme, cunoscut mai ales ca reprezentant al unor companii străine, cum ar fi Pathé, pentru care a vândut gramofoane înainte de a intra în afacerea cu filme. Unele surse sugerează că a fost și fotograf,  datorită faptului că a fost unul dintre reprezentanții unor companii străine precum Kodak. 

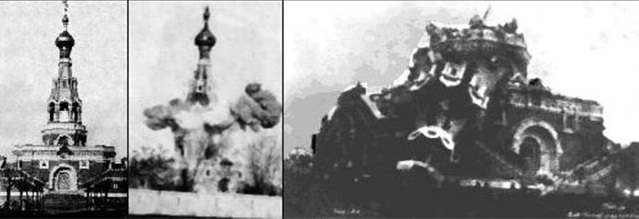
Imagini din primul film turcesc, Ayastefanos′taki Rus Abidesinin Yıkılıșı (1914)

Primul film turcesc, Ayastefanos′taki Rus Abidesinin Yıkılıșı, un documentar produs de Fuat Uzkınay în 1914, (premiera la 14 noiembrie 1914) înfățișează distrugerea unui monument rus ridicat la sfârșitul războiului ruso-turc din 1877-1878 la Yeșilköy (cunoscut apoi ca „San Stefano”) în urma intrării Turciei în Primul Război Mondial. Primele filme turcești tematice au fost Căsătoria Agăi Himmet (1916–1918), început de Weinberg și terminat de Uzkinay, și Pençe (1917) și Casus (1917), ambele de Sedat Simavi . Direcția Centrală a Cinematografiei afiliată armatei, o societate de apărare națională semi-militară și Societatea de veterani cu handicap au fost organizațiile producătoare din acea perioadă. 
În 1922, a fost realizat un film documentar major, Independența, Victoria de la İzmir despre Războiul de Independență al Turciei. În același an, primul studio de film privat, Kemal Film, și-a început activitatea. Din 1923 până în 1939, Muhsin Ertuğrul a fost singurul regizor de film activ din țară. A regizat 29 de filme în această perioadă, în general adaptări ale unor piese, operete, filme de ficțiune și străine. Influența teatrului, începând cu Uzkinay, Simavi, Ahmet Fehim și Șadi Karagozoglu, este foarte puternică în opera lui Ertugrul. 
Anii dintre 1939 și 1950 au fost o perioadă de tranziție pentru cinematografia turcească, timp în care a fost influențat foarte mult atât de teatru, cât și de al doilea război mondial. Deși au existat doar două companii de film în 1939, numărul lor a crescut la patru între 1946 și 1950. După 1949, cinematografia turcă s-a putut dezvolta ca o formă de artă separată, mai profesionistă.

### Epoca Yeșilçam
Yeșilçam („Pinul verde”) este un metonim al industriei cinematografice turcești, similar cu Hollywood-ul din Statele Unite. Yeșilçam poartă numele străzii Yeșilçam din cartierul Beyoğlu din Istanbul, unde își au sediul numeroși actori, regizori, membri ai echipelor de producție și studiouri. 
Yeșilçam și-a cunoscut apogeul din anii 1950 până în anii 1970, când a produs de la 250 până la 350 de filme anual. Între 1950 și 1966, peste cincizeci de regizori de film au practicat arta cinematografică în Turcia. Ömer Lütfi Akad a influențat puternic perioada, dar Osman Fahir Seden, Atıf Yılmaz și Memduh Ün au realizat cele mai multe filme. Filmul Susuz Yaz (Vară uscată), realizat de Metin Erksan, a câștigat premiul Ursul de Aur la Festivalul de Film de la Berlin din 1964. 
Numărul cinematografelor și numărul filmelor realizate au crescut constant, mai ales după 1958. În anii 1960, programele școlare ale departamentelor de teatru al facultăților de Limbă, Istorie și Geografie ale Universității Ankara și Universității Istanbul au inclus cursuri de cinema, la fel și Catedra de presă și publicații a Universității Ankara. De asemenea, a fost înființată o filială a cinematografiei în cadrul Departamentului de Istorie al Academiei de Arte Plastice. 
Uniunea producătorilor de film turci și Arhivele de film de stat datează din anii 1960. Arhivele de Stat de Film au devenit Arhivele Turcești de Film în 1969. În aceeași perioadă, Institutul Cinema-TV a fost fondat și anexat la Academia de Stat de Arte Plastice. Arhivele Statului Turc au devenit, de asemenea, parte din această organizație. În 1962, Institutul Cinema-TV a devenit un departament al Universității Mimar Sinan. Printre cei mai cunoscuți regizori din perioada 1960-1970 se numără Metin Erksan, Atıf Yılmaz, Memduh Ün, Halit Refiğ, Duygu Sağıroğlu, Remzi Aydın Jöntürk și Nevzat Pesen. În 1970, numărul cinematografelor și al cinefililor a crescut spectaculos. În cele 2.424 de cinematografe din țară, filmele au fost vizionate de un număr record de 247 de milioane de telespectatori. 
În 1970 au fost realizate aproximativ 220 de filme, iar această cifră a ajuns la 300 în 1972. Cinematografia turcă a dat naștere în această perioadă unor vedete legendare, exemple notabile fiind Kemal Sunal, Kadir İnanır, Türkan Șoray și Șener Șen. După această perioadă, însă, cinematografia a început să-și piardă audiența, datorită transmisiilor TV la nivel național. După 1970, a apărut o nouă și mai tânără generație de regizori, dar au trebuit să facă față unei cereri crescute de filme video după 1980. 
Yeșilçam a suferit din cauza răspândirii televiziunii și a violenței politice răspândite la sfârșitul anilor 1970. Yeșilçam s-a încheiat complet după lovitura de stat turcă din 1980. Cu toate acestea, Yeșilçam a cunoscut o renaștere din 2002, producând filme apreciate de critică precum Uzak (2002, Marele Premiu la Festivalul de Film de la Cannes din 2003 ), Babam ve Oğlum (Tatăl meu și fiul meu, 2005) și Propaganda (1999).

### Declinul epocii Yeșilçam și epoca următoare
Costurile crescute de producție și dificultățile la importul de materii prime au dus la scăderea numărului de filme realizate în anii 1970, dar calitatea filmelor s-a îmbunătățit. La începutul anilor 1990, abia două sau trei filme erau lansate anual. În această perioadă, majoritatea vedetelor din anii șaptezeci se mutaseră în producții de televiziune sau au încercat să refacă gloria fostului Yeșilçam. Unele dintre exemplele notabile ale acestei epoci sunt Eșkıya (Bandit) și Züğürt Ağa (Aga), ambele cu vedeta Șener Șen. Ambele filme au fost apreciate critic și comercial. 
Cu toate acestea, reînvierea Yesilçam-ului nu a avut loc cu adevărat până la premiera filmului Vizontele în 2001. Filmul a fost regizat, scris și jucat de Yılmaz Erdoğan, care era deja cunoscut din sitcom-ul său de lungă durată, Bir Demet Tiyatro, și dedicarea sa pentru teatru. Filmul a avut distribuția pieselor sale de teatru obișnuite, în special actorii Demet Akbağ, Altan Erkekli și Cem Yılmaz. Succesul comercial uriaș al acestui film (vizionat de 2,5 milioane de spectatori, care a făcut să fie cel mai vizionat film în perioada apariției sale) a atras atenția asupra industriei. Câțiva ani mai târziu, Cem Yılmaz a lansat propriul său film, G.O.R.A., pe care l-a scris și în care a jucat. Acesta și continuarea filmului Vizontele, Vizontele Tuuba au reprezentat noi recorduri în privința audienței, cu 3,5 milioane, respectiv 3 milioane de spectatori. 
De atunci, au fost produse filme cu buget mai mare, inclusiv exemple notabile precum Kurtlar Vadisi: Irak (Valea Lupilor: Irak), care a fost văzut de (un nou record de) 4 milioane de oameni, Babam ve Oğlum (Tatăl meu și fiul meu) și al doilea film al lui Cem Yılmaz, Hokkabaz (Magicianul, 2006). 
În anii 2000 s-a înregistrat o creștere a filmelor experimentale. Printre acestea se numără lungmetrajul din 2005 Türev, care a fost filmat fără un scenariu pre-scris și Anlat Istanbul (Povestiri din Istanbul), o piesă de ansamblu împărțită în cinci „mini filme” care a fost foarte bine primit. 
Körler / Jaluziler İçin este primul lungmetraj turcesc științifico-fantastic internațional care nu este o comedie, un film cult, un remake sau o animație care își marchează locul unic ca punct de reper în istoria cinematografiei turcești. A fost scris, regizat, produs și editat de Ozan Duru Adam. Filmul inventează un limbaj vizual inovator, neconvențional. 
Numărul filmelor produse a crescut, de asemenea, în a doua jumătate a anilor 2000, ajungând la 40 de filme în 2007, primele patru succese de box office în acel an fiind revendicate de filmele turcești, întrucât industria cinematografică a devenit din nou profitabilă, îmbunătățind calitatea tehnică corespunzătoare odată cu creșterea costurilor de producție ale filmelor comerciale.
În 2015, numărul de intrări pe cap de locuitor a fost de 0,8. De asemenea, Sinemia a publicat o cercetare conform căreia Konya a devenit orașul cu cei mai frecvenți oameni în cinematografe.

## Probleme legale
Cu toate că necesitatea unei legi a cinematografiei a fost dezbătută frecvent de-a lungul istoriei Republicii Turce, până în 1986 nu a fost elaborată nicio lege sau vreun regulament specific. În timp ce filmele au fost, în general, tratate ca mărfuri supuse legilor privind impozitarea, conținutul lor a fost controlat de comisii care au fost adesea criticate ca mecanisme de cenzură. 
În anii 1930, unii membri ai parlamentului au pus problema dacă filmele ar avea un impact negativ asupra copiilor. Aceasta a fost o temă populară în acea vreme, nu doar în Turcia, ci și în Statele Unite și în alte părți ale lumii. Mai târziu, în anii 1960, o dezbatere în jurul așa-numitei „Legi Baykam” a devenit destul de renumită pentru tensiunea pe care a creat-o în rândul parlamentarilor și a părților interesate din industrie. În 1977 și 1978 au avut loc discuții noi privind o lege a cinematografiei, dar fără niciun rezultat. 
În sfârșit, în 1986, o lege a cinematografiei, deși extrem de criticată de membrii industriei și de intelectualitatea cinefilă din acea vreme, a fost adoptată de parlament și de atunci a fost documentul legislativ fundamental privind problemele cinematografice din Turcia. Noua lege a urmărit să asigure sprijin pentru cei care lucrează în cinematografie și în domeniul muzicii. O reorganizare a industriei cinematografice a început în 1987 pentru a aborda problemele și a asigura dezvoltarea acesteia. Ministerul Culturii a înființat „Uniunea profesională a proprietarilor lucrărilor cinematografe turcești” în același an. 
„Drepturile de autor și Direcția generală a cinematografiei” a fost fondată în 1989, precum și un „Fond de sprijin pentru cinematografie și artele muzicale”. Acest fond este folosit pentru a oferi sprijin financiar sectorului cinematografic. 

### Sisteme de rating și cenzură
Unul dintre cele mai interesante studii pe tema cenzurii de filme în Turcia este Sinematografik Hürriyet (Libertatea cinematografică ) a lui Alim Șerif Onaran, publicat în 1968 de Ministerul Afacerilor Interne, dar scris în 1963 și fiind primul studiu din Turcia care a primit un doctorat pentru un subiect legat de film. Acest studiu este încă cel mai important - dacă nu și singurul - studiu al metodelor de evaluare al filmelor în Turcia înainte de anii 1950. Onaran, ca membru activ al Comisiei de evaluare a filmului în tinerețea sa, a fost un adevărat expert în această temă, iar cercetările sale includ și exemple din perioada otomană târzie. În mod ironic, Onaran a devenit unul dintre cei mai importanți intelectuali în domeniul filmelor din Turcia, datorită bogăției sale de cunoștințe despre istoria filmelor mondiale timpurii, anilor pe care i-a petrecut vizionând filmele pe care a fost însărcinat să le evalueze ca membru al comitetului. 
Un exemplu foarte interesant în ceea ce privește nivelul absurdului pe care cenzura l-ar putea atinge este menționat în cartea lui Siyasal Iktidar Sanata Karșı ( Regimul politic contra artei), a lui Çetin Yetkin, publicată în 1970. Acesta spune povestea unui film care a fost clasificat drept „inadecvat pentru export”, deoarece Comitetul de Evaluare a decis că filmul conține „propagandă comunistă”. Proprietarul filmului, care a solicitat comitetului un certificat de export, a fost surprins în legătură cu această decizie, deoarece a menționat pe formularul de cerere că intenția sa era să vândă o copie a filmului unui distribuitor din Uniunea Sovietică, liderul mondial al țărilor comuniste în acea vreme.

## Propuneri la Premiul Oscar pentru cel mai bun film străin
Turcia a avut propuneri de filme la Premiul Oscar pentru cel mai bun film străin în mod regulat din 1989. Înainte de aceasta perioadă, au trimis și un singur film (Susuz Yaz -- Vara uscată) în anii 1960, după ce acesta a câștigat Ursul de Aur la Festivalul de Film de la Berlin.
De-a lungul anilor, douăzeci și șase de filme au fost trimise de Turcia pentru a fi luate în considerare în categoria Cel mai bun film străin. Cu toate că propunerea Turciei din 2008, Üç Maymun a ajuns pe lista scurtă din ianuarie cu nouă filme, niciun film turcesc nu a obținut o nominalizare la Oscar. În plus, Elveția a trimis în concurs două filme în limba turcă, inclusiv Yol în 1982, care a fost o producție complet turcă a unui regizor turc, care a trebuit să fugă în Elveția pentru post-producție din considerente politice, și Umuda yolculuk (Reise der Hoffnung), un film despre refugiați realizat de un regizor elvețian împreună cu companii de film europene. Umuda yolculuk a fost trimis în 1990 și a câștigat Premiul Oscar pentru cel mai bun film străin din 1991 reprezentând Elveția, dar ca un film în limba turcă (pe lângă germană și italiană). De-a lungul anilor, alte câteva țări europene au ales filme care au fost parțial montate în Turcia și au prezentat secțiuni mari în limba turcă, printre care Austria (Pentru un moment, libertate), Franța (Mustang), Germania (De partea cealaltă) și Grecia (Praf de scorțișoară).
Trei regizori au reprezentat Turcia în competiție de mai multe ori: Tunç Bașăran, Nuri Bilge Ceylan și Yavuz Turgul.
| An (Ceremonie) | Titlul folosit la nominalizare | Titlul original         | Regizor            | Rezultat                     |
| -------------- | ------------------------------ | ----------------------- | ------------------ | ---------------------------- |
| 1964 (37th)    | Dry Summer                     | Susuz yaz               | Metin Erksan       | Nu a fost nominalizat        |
| 1989 (62nd)    | Don't Let Them Shoot the Kite  | Uçurtmayı Vurmasınlar   | Tunç Bașaran       | Nu a fost nominalizat        |
| 1992 (65th)    | Piano Piano Kid                | Piyano Piyano Bacaksız  | Tunç Bașaran       | Nu a fost nominalizat        |
| 1993 (66th)    | The Blue Exile                 | Mavi Sürgün             | Erden Kıral        | Nu a fost nominalizat        |
| 1994 (67th)    | Tarzan of Manisa               | Manisa Tarzanı          | Orhan Oğuz         | Nu a fost nominalizat        |
| 1997 (70th)    | The Bandit                     | Eșkıya                  | Yavuz Turgul       | Nu a fost nominalizat        |
| 1999 (72nd)    | Mrs. Salkım's Diamonds         | Salkım Hanımın Taneleri | Tomris Giritlioğlu | Nu a fost nominalizat        |
| 2000 (73rd)    | Run for Money                  | Kaç Para Kaç            | Reha Erdem         | Nu a fost nominalizat        |
| 2001 (74th)    | Hejar                          | Büyük Adam Küçük Așk    | Handan İpekçi      | Nu a fost nominalizat        |
| 2002 (75th)    | 9                              | 9                       | Ümit Ünal          | Nu a fost nominalizat        |
| 2003 (76th)    | Distant                        | Uzak                    | Nuri Bilge Ceylan  | Nu a fost nominalizat        |
| 2005 (78th)    | Lovelorn                       | Gönül Yarası            | Yavuz Turgul       | Nu a fost nominalizat        |
| 2006 (79th)    | Ice Cream, I Scream            | Dondurmam Gaymak        | Yüksel Aksu        | Nu a fost nominalizat        |
| 2007 (80th)    | A Man's Fear of God            | Takva                   | Özer Kızıltan      | Nu a fost nominalizat        |
| 2008 (81st)    | Three Monkeys                  | Üç Maymun               | Nuri Bilge Ceylan  | pe lista scurtă din ianuarie |
| 2009 (82nd)    | I Saw the Sun                  | Güneși Gördüm           | Mahsun Kırmızıgül  | Nu a fost nominalizat        |
| 2010 (83rd)    | Honey                          | Bal                     | Semih Kaplanoğlu   | Nu a fost nominalizat        |
| 2011 (84th)    | Once Upon a Time in Anatolia   | Bir zamanlar Anadolu'da | Nuri Bilge Ceylan  | Nu a fost nominalizat        |
| 2012 (85th)    | Where the Fire Burns           | Ateșin Düștüğü Yer      | İsmail Güneș       | Nu a fost nominalizat        |
| 2013 (86th)    | The Dream of a Butterfly       | Kelebeğin Rüyası        | Yılmaz Erdoğan     | Nu a fost nominalizat        |
| 2014 (87th)    | Winter Sleep                   | Kıș Uykusu              | Nuri Bilge Ceylan  | Nu a fost nominalizat        |
| 2015 (88th)    | Sivas                          | Sivas                   | Kaan Müjdeci       | Nu a fost nominalizat        |
| 2016 (89th)    | Cold of Kalandar               | Kalandar Soğuğu         | Mustafa Kara       | Nu a fost nominalizat        |
| 2017 (90th)    | Ayla: The Daughter of War      | Ayla                    | Can Ulkay          | Nu a fost nominalizat        |
| 2018 (91st)    | The Wild Pear Tree             | Ahlat Ağacı             | Nuri Bilge Ceylan  | Nu a fost nominalizat        |
| 2019 (92nd)    | Commitment                     | Baglilik Asli           | Semih Kaplanoğlu   | Nu a fost nominalizat        |

## Persoane importante

### Regizori
- Ozan Adam
- Atıf Yılmaz
- Çağan Irmak
- Ertem Eğilmez
- Faruk Aksoy
- Fatih Akın
- Ferzan Özpetek
- Halit Refiğ
- Kartal Tibet
- Kutluğ Ataman
- Memduh Ün
- Metin Erksan
- Nejat Saydam
- Nesli Çölgeçen
- Nuri Bilge Ceylan
- Osman Sınav
- Ömer Kavur
- Reha Erdem
- Remzi Aydın Jöntürk
- Semih Kaplanoğlu
- Sinan Çetin
- Șerif Gören
- Tunç Bașaran
- Türker İnanoğlu
- Ümit Ünal
- Yavuz Özkan
- Yavuz Turgul
- Yeșim Ustaoğlu
- Yılmaz Güney
- Zeki Demirkubuz
- Zeki Ökten

### Actori și actrițe
- Adile Nașit
- Ahmet Mekin
- Ajda Pekkan
- Aliye Rona
- Ayhan Ișık
- Ayla Algan
- Ayșen Gruda
- Aytaç Arman
- Bedia Muvahhit
- Belgin Doruk
- Bülent Ersoy
- Cahide Sonku
- Cüneyt Arkın
- Çolpan İlhan
- Ediz Hun
- Ekrem Bora
- Erdal Özyağcılar
- Erol Evgin
- Erol Günaydın
- Erol Taș
- Eșref Kolçak
- Fatma Girik
- Fikret Hakan
- Filiz Akın
- Gazanfer Özcan
- Göksel Arsoy
- Gönül Yazar
- Gülșen Bubikoğlu
- Hale Soygazi
- Halil Ergün
- Halit Akçatepe
- Hulusi Kentmen
- Hülya Koçyiğit
- Itır Esen
- İbrahim Tatlıses
- İzzet Günay
- Kadir İnanır
- Kartal Tibet
- Kemal Sunal
- Kerem Yılmazer
- Leman Çıdamlı
- Leyla Sayar
- Metin Akpınar
- Metin Serezli
- Muhterem Nur
- Muzaffer Tema
- Müjde Ar
- Münir Özkul
- Müșfik Kenter
- Nebahat Çehre
- Nubar Terziyan
- Nur Sürer
- Orhan Gencebay
- Öztürk Serengil
- Perran Kutman
- Sadri Alıșık
- Salih Güney
- Selda Alkor
- Șener Șen
- Șevket Altuğ
- Tarık Akan
- Tuncel Kurtiz
- Türkan Șoray
- Yıldız Kenter
- Yılmaz Güney
- Zeki Alasya
- Zeki Müren
- Zeynep Değirmencioğlu

### Scenariști
- Attilâ İlhan
- Bülent Oran
- Kemal Tahir
- Orhan Kemal
- Orhan Pamuk
- Ümit Ünal
- Yavuz Turgul

## Filme notabile

### Clasice
- Adı Vasfiye
- Anayurt Oteli
- Ayna
- Dokuzuncu Hariciye Koğușu
- Duvar
- Gelin
- Hababam Sınıfı
- Kibar Feyzo
- Maden
- Muhsin Bey
- Piyano Piyano Bacaksız
- Selamsız Bandosu
- Selvi Boylum, Al Yazmalım
- Sevmek Zamanı
- Susuz Yaz
- Sürü
- Süt Kardeșler
- Tosun Pașa
- Uçurtmayı Vurmasınlar
- Umut
- Uzak
- Vesikalı Yarim
- Yazgı
- Yılanların Öcü
- Yol
- Züğürt Ağa

### Filme din epoca modernă
- Anlat İstanbul
- Beș Vakit
- Bornova Bornova
- Eșkıya
- Gemide
- Gönül Yarası
- İki Genç Kız
- İklimler
- Kader
- Kasaba
- Masumiyet
- Mayıs Sıkıntısı
- Mustafa Hakkında Her Șey
- Sıfır Dediğimde
- Türev
- Uzak
- Uzak İhtimal
- Zerre
- Zenne Dancer
- Körler / Jaluziler İçin - For The Blinds

### Filme idol
- Canım Kardeșim
- seria Hababam Sınıfı
- 3 Dev Adam
- seria Ayșecik
- Kilink: Soy ve Öldür
- seria Malkoçoğlu
- seria Nuri Alço
- seria Tarkan
- seria Turist Ömer
- Yıkılmayan Adam

### Succese comerciale
- A.R.O.G
- Babam ve Oğlum
- Beyaz Melek
- Beynelmilel
- Beyza'nın Kadınları
- Five Minarets in New York
- Fetih 1453
- G.O.R.A.
- Hokkabaz
- I Saw the Sun
- Recep İvedik
- Karpuz Kabuğundan Gemiler Yapmak
- Kurtlar Vadisi: Irak
- Mustang
- Organize İșler
- Sınav
- Vizontele
- Çakallarla Dans
- Çakallarla Dans 2: Hastasıyız Dede
- Kaybedenler Kulübü
- Düğün Dernek

## Evenimente majore

### Festivaluri
- Festivalul de film de la Adana - Un alt festival de film important, organizat anual în orașul Adana. Premiul său principal este Bolul de Aur primit în trecut de persoane importante ca Yılmaz Güney, care însuși a crescut în Adana.
- Festivalul de film al femeilor din Ankara Flying Broom - (în turcă Uçan Süpürge) (Flying Broom) este singurul festival din Turcia dedicat feminismului și al problemelor de gen. Festivalul are loc anual în Ankara. Festivalul își propune să sprijine femeile tinere în realizarea filmelor de debut și organizează ateliere de scenariu și filmare.
- Festivalul Internațional de Film Portocala de Aur de la Antalya - Cel mai prestigios și popular festival din Turcia. În fiecare an, participanții sunt răsplătiți cu Festivalul Internațional de Film Portocala de Aur de la AntalyaPortocala de Aur pentru performanțe deosebite la categorii precum cel mai bun film, cel mai bun regizor și cel mai bun actor / cea mai bună actriță.
- Festivalul Internațional de Film de la Istanbul - Primul festival a fost organizat în 1982, acest festival de film anual este unul dintre cele mai importante evenimente intelectuale din Turcia, determinând adesea mulți cineaști care trăiesc în afara Istanbulului să meargă acolo în vacanță pentru a vedea cele mai prețioase exemple din istoria filmului mondial prezentate acolo...

### Cele mai importante premii internaționale
- Ursul de Aur la cel de-al 14-lea Festival Internațional de Film de la Berlin : Susuz Yaz -- Vară uscată
- Leopardul de Aur în 1979 la Festivalul Internațional de Film de la Locarno : Sürü
- Marele Premiu al juriului la 33-a Festivalului Internațional de Film de la Berlin: Hakkâri'de Bir Mevsim  -- Un Sezon la Hakkari
- Palme d’Or în 1982 la Festivalul de film de la Cannes : Yol -- Drumul
- Premiul Golden Goblet pentru cel mai bun lungmetraj din 1999, Festivalul Internațional de Film din Shanghai: Propaganda
- Grand Prix în 2003 la Festivalul de Film de la Cannes : Uzak
- Ursul de Aur la cel de -al 54-lea Festival Internațional de Film de la Berlin : Cu capul înainte
- Golden Shell în 2008 la Festivalul Internațional de Film de la San Sebastián: Pandora'nın Kutusu -- Cutia Pandorei
- Ursul de Aur la a 60-a ediție a Festivalului Internațional de Film de la Berlin : Bal -- Miere
- Grand Prix în 2011 la Festivalul de Film de la Cannes: A fost odată în Anatolia
- Premiul Golden Goblet pentru cel mai bun lungmetraj din 2011, Festivalul Internațional de Film de la Shanghai : Hayde Bre
- Grand Prix des Amériques în 2012 Festivalul Mondial de Film de la Montreal: Ateșin Düștüğü Yer
- Sf. Gheorghe de Aur în 2013 la Festivalul Internațional de Film de la Moscova : Zerre -- Particule
- Palme d’Or în 2014 la Festivalul de Film de la Cannes : Kıș Uykusu -- Somnul de iarnă
- Premiul special al juriului la al 71-lea Festival Internațional de Film de la Veneția: Sivas

## Organizații legate de cinema

### Școli de film
- Departamentul de cinematografie și media digitală al Universității din İzmir
- Departamentul de Cinema și Televiziune al Universității Anadolu, Eskișeir
- Facultatea de Jurnalism și Științele Comunicării a Universității Ankara, Departamentul de Radio, Televiziune și Film, Ankara
- Facultatea de Jurnalism și Științele Comunicării Bahçeșehir, Departamentul de Film și Televiziune, Istanbul
- Facultatea de Arte Plastice de la Universitatea Beykent, Departamentul de Cinema și TV, Istanbul
- Departamentul de comunicare și design al Universității Bilkent, Ankara
- Universitatea Dokuz Eylül Facultatea de Arte Plastice, Departamentul de Producție al Filmului, İzmir
- Departamentul Radio-TV-Cinema Ege University, İzmir
- Facultatea de Jurnalism și Științele Comunicării a Universității Galatasaray, Departamentul Radio-TV-Cinema, İstanbul
- Facultatea de Jurnalism și Științele Comunicării a Universității Hacettepe, Departamentul de Radio-Televiziune și Cinema, Ankara
- Facultatea de Științele Comunicării Departamentul de Film și TV din Istanbul, Universitatea Bilgi
- Facultatea de Jurnalism și Științele Comunicării a Universității din Istanbul, Departamentul de Radio-Televiziune și Cinema, Istanbul
- Departamentul Radio-TV-Cinema al Universității Kadir , İstanbul
- Facultatea de Arte Plastice al Universității Marmara, Departamentul de Proiectare de Film, Istanbul
- Universitatea de Arte Plastice Mimar Sinan Facultatea de Arte Plastice, Departamentul de Cinema și Televiziune, Istanbul
- Facultatea de Jurnalism și Științele Comunicării a Universității Yeditepe, Radio-TV, Studii Cinematografice, Istanbul
- Facultatea de Jurnalism și Științele Comunicării a Universității Akdeniz, Departamentul Radio-TV-Cinema, Antalya
- Facultatea de Arte Plastice din Universitatea Çanakkale Onsekiz Mart, Departamentul de Cinema și Televiziune, Çanakkale